# 甲斐一条氏
甲斐一条氏（かいいちじょうし）は、甲斐源氏武田氏の一族。

## 平安時代
平安時代後期には甲斐源氏の一族が甲府盆地各地へ土着し、武田信義の次男・一条忠頼は甲斐国山梨郡一条郷（現在の山梨県甲府市）に拠り、一条氏を称した。忠頼は甲斐源氏の惣領となるが、元暦元年（1184年）に源頼朝の甲斐源氏弾圧で謀殺され（『吾妻鏡』）、一時は断絶する。

## 鎌倉時代
一条氏は頼朝の弾圧を免れた武田信光（石和信光）の子・一条信長（武田六郎、忠頼の甥にあたる）により再興される。一条信長は幕府に近侍し、甲斐では武田八幡宮へ大般若経を寄進している事跡が知られる。信長の孫の一条時信（一条信経の子）は甲斐守護となり、忠頼が館を構えた一条小山（近世初頭に甲府城が築かれる）に時宗道場の一蓮寺が建立された。
時信には信重、義行、貞連、宗景、貞家、時光、信泰、僧源光などの8人の男子があり、釜無川右岸の巨摩郡武川筋に入部した時光の嫡男の一条常光（経光）を祖とする青木氏は柳沢氏、曲淵氏、山寺氏、横手氏など、常光の弟の一条時次を祖とする折井氏は教来石氏（馬場氏）、入戸野氏、山高氏、白須氏、横根氏、牧原氏らの武川衆を支族として分出する。また、忠頼の次男・甘利行忠は巨摩郡甘利庄（韮崎市）に拠り甘利氏を称し、行忠の次男・上条頼安は甲斐上条氏の祖となる。

## 戦国時代
戦国時代には武田信虎の九男・一条信龍によって名跡が継承され、御一門衆となる。戦国期の一条氏は本拠を上野（市川三郷町上野）に定め、甲府にも館を持った。信龍は主に駿河方面の防備を担当していた。

## 武田氏滅亡時
天正10年（1582年）3月に織田・徳川連合軍の甲州征伐が行われ、織田勢により甲府が陥落する。3月10日には穴山信君に先導された徳川勢が市川に到達し、『甲斐国志』によれば同日に上野城に籠城していた一条信龍は、長男・一条信就とともに市川において処刑され、一条信龍直系の一条氏は滅亡する。